# Salci Fufu
Salci Fufu é um dos personagens do programa de televisão do palhaço Bozo. Trata-se de um inventor mal-humorado interpretado pelo comediante Pedro de Lara. Na década de 2000, tornou-se mais conhecido por ser citado nas pegadinhas de Sérgio Mallandro.
Mais recentemente, o personagem foi homenageado pelo programa Pânico na TV, no qual o ator Carlos Alberto da Silva (intérprete de Mendigo e Merchan Neves) se caracteriza como Sérgio Mallandro e, acompanhado de uma banda musical, assistentes e mágicos, se dirige a diversos locais e envolve as pessoas em situações constrangedoras, tendo em vista premiá-los com prêmios esdrúxulos (batedeiras, escorredores e liquidificadores, por exemplo) se os mesmos disserem a senha "Salci Fufu". Outra homenagem recente foi feita por um banda de rock intitulada Salxi Fu-Fu.
Em 2008, Sérgio Mallandro lançou a sua banda Salci Fufu que o acompanha nos shows e também fazem atrações solo com músicas infantis e da década de 80.
Em 2013, Salci Fufu ganha nova roupagem, nova voz e novo intérprete, Marcelino Leite, mais conhecido como Faxinildo, é integrante do elenco fixo do Programa do Ratinho, ele se destacou por ter trabalhado durante muitos anos com o humorista Dedé Santana e o instrutor de animais, Beto Carrero.